# Boulton Paul P.9
Boulton Paul P.9 – brytyjski lekki samolot wielozadaniowy z okresu międzywojennego

## Historia
W 1919 roku wytwórnia Boulton Paul Aircraft Ltd. wystawiła na sprzedaż samolot wielozadaniowy Boulton Paul P.6, za kwotę 600 funtów. Samolot ten nie znalazł nabywcy, lecz australijski pilot por. A. L. Long zainteresował się tym samolotem, lecz był on za mały, gdyż chciał go używać do transportu towarów, poczty i ludzi na fermy owiec w Australii. W związku z tym opierając się na jego konstrukcji John North opracował nowy samolot o większych rozmiarach; otrzymał on oznaczenie P.9. Nie jest znana data oblotu tego samolotu, lecz był on gotowy 6 maja 1919 roku. Następnie został wysłany do Australii.
Po tym prototypie wytwórnia wybudowała jeszcze 7 samolotów tego typu, po niewielkich zmianach, przede wszystkim w wyposażeniu (zwłaszcza zamontowanie przyrządów do sterowania w drugiej kabinie, co pozwalało używać tego samolotu także jako samolotu szkolnego). Samolot ten był promowany jako samolot do wszechstronnego zastosowania komercyjnego: przewozu poczty, towarów, ludzi, szkolenia pilotów. 
Jednak po zbudowaniu 7 samolotów, zrezygnowano z dalszej ich produkcji, gdyż miały one konstrukcję drewnianą, a wytwórnia rozpoczęła produkcję samolotów o konstrukcji całkowicie metalowej.

## Użycie w lotnictwie
Prototyp samolotu Boulton Paul P.9 po przewiezieniu do Australii nie został zarejestrowany, ale por. Long, rozpoczął nim loty pocztowe na Tasmanii na trasie Elwick – Launceston dostarczając gazety i pocztę do wszystkich miast na trasie lotu. Ta lotnicza linia pocztowa uważana jest za pierwszą taką linię we Wspólnocie Brytyjskiej. W dniu 17 grudnia 1919 roku jako pierwszy wykonał lot na trasie Hobart – Melbourne, przelatując nad cieśniną Bassa z południa na północ. 
Po sukcesie por. Longa dalsze trzy samoloty tego typu trafiły do Australii, kupione przez osoby prywatne, gdzie zostały zarejestrowane jako G-AUBT, G-AUCP i G-AUCT. 
Jeden z nich o numerze G-AUCP wziął udział w zawodach lotniczych Herald Cup Race w 1923 roku w Essendon, wygrywając je. W dniu 26 lutego 1926 roku tym samym samolotem leciał w swoje urodziny 108-letni Henry Moore, był to wówczas najstarszy człowiek lecący samolotem. Samolot ten w 1927 roku został rozbity. Inny z tych samolotów o nr G-AUCT pilotowany przez F. S. Briggsa ustanowił dwa rekordy w lotach międzymiastowych: lot długości 885 km z Mildury do Sydney w czasie 6 godz. 10 min. oraz  z Sydney do Melbourne w czasie 6,5 godz. 
Kolejne cztery samoloty P.9 pozostały w Wielkiej Brytanii, gdzie zostały zarejestrowane jako G-EAPD, G-EASJ, G-EAWS i G-EBEQ.  Samolot nr rej. G-EAWS pozostał w wytwórni jako samolot firmowy.  We wrześniu 1922 roku dwa z nich, nr rej. G-EASJ pilotowany przez C. T. Holmesa i G-EAWS pilotowany przez ppłk. J. L. Tennanta wzięły udział w zawodach lotniczych British King’s Cup Air Race, zajmując odpowiednio miejsce 6 i 11, na trasie Glasgow – Birmingham – Newcastle – Manchester – Bristol – Glasgow. Samolot nr rej. G-EAWS, pilotowany mjr  F. L. Robinsona wziął udział w tych samych zawodach w roku 1923, z tym że ich trasa zaczynała się i kończyła w Hendon. Kolejny samolot nr rej. G-EBEQ pilotowany przez kpt. J. W. Woodhousa w 1922 oku uczestniczył w  zawodach lotniczych Aerial Derby, w których zajął w swojej klasie trzecie miejsce.
W styczniu 1928 roku szkoła lotnicza Henderson School of Flying kupiła samolot nr rej. G-EASJ, samolot ten wykonał lot do RPA, gdzie kupił go John Wilkinson z Kapsztadu, samolot ten otrzymał nowy numer rejestracyjny G-UAAM. 
Kolejny samolot nr rej. G-EBEQ w 1927 roku został zakupiony przez por. H. Kennedy’ego, który w październiku 1928 roku poleciał nim z Croydon do Szwajcarii, gdzie w czasie lądowania na zamarzniętym jeziorze koło St. Moritz zatonął. Samolot ten został następnie wydobyty i po odremontowaniu zarejestrowany w Szwajcarii jako CH-259 i użytkowano do stycznia 1932 roku.

## Opis techniczny
Samolot P.9 był dwupłatem o konstrukcji drewnianej. Kadłub miał przekrój prostokątny, kryty płótnem. W dziobie kadłuba mieściły się dwie odkryte kabiny – pierwsza pilota, druga ucznia lub pasażera. 
Skrzydła o konstrukcji drewnianej; dolne zostały zamontowane do kadłuba, górne zestrzałami do kadłuba i dolnego skrzydła. 
Podwozie klasyczne, stałe z płozą ogonową.   
Napęd stanowiły silnik widlasty V8 umieszczony z przodu kadłuba, napędzający śmigło ciągnące, cztero-łopatowe. 